# Гута-Комаровська
Гута-Комаровська (пол. Huta Komarowska) — село в Польщі, у гміні Комарув-Осада Замойського повіту Люблінського воєводства.
Населення — 60 осіб (2011).
У 1975-1998 роках село належало до Замойського воєводства.

## Демографія
Демографічна структура станом на 31 березня 2011 року:
|          | Загалом | Допрацездатний вік | Працездатний вік | Постпрацездатний вік |
| -------- | ------- | ------------------ | ---------------- | -------------------- |
| Чоловіки | 30      | 6                  | 20               | 4                    |
| Жінки    | 30      | 9                  | 13               | 8                    |
| Разом    | 60      | 15                 | 33               | 12                   |